# 日比谷公会堂

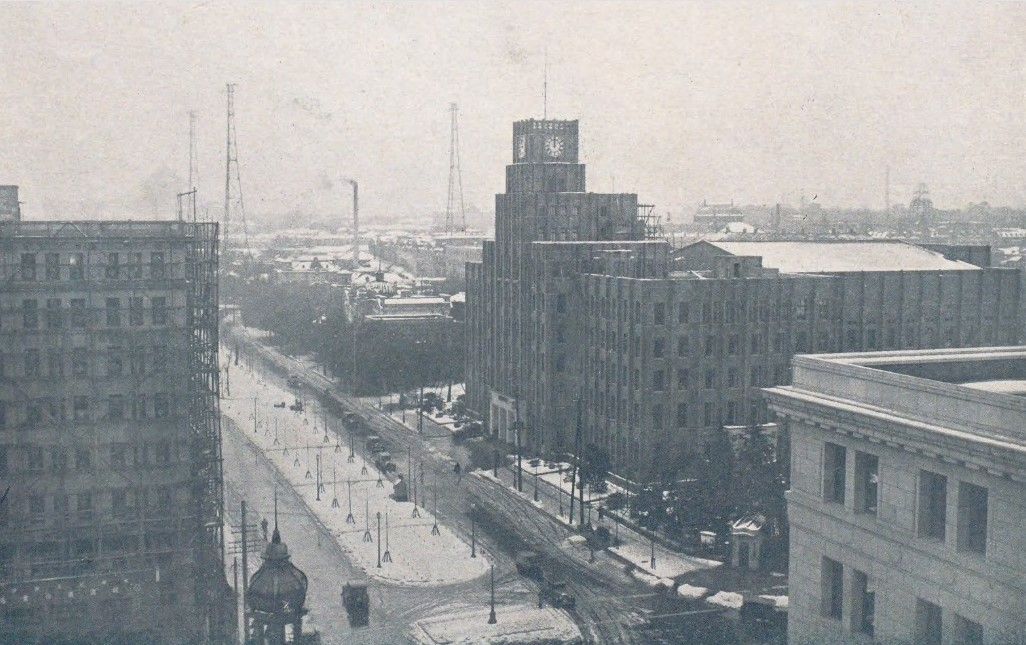
1930年頃の東京市公会堂（中央の建物の右側部分）。のちの日比谷公会堂

日比谷公会堂（ひびやこうかいどう、Tokyo Metropolitan Hibiya Public Hall）は、東京都千代田区の日比谷公園の中にある公会堂。日本で最初の本格的なコンサートホールであり、東京都選定歴史的建造物、東京都指定有形文化財（建造物）である。
耐震性に問題があり改修のため2016年から休館しているが、開館100年となる2029年に利用を再開する見通しとなっている。

## 概要
市政会館との複合建築（地下1階、地上6階、塔屋4階建）であり、事務所棟にあたる市政会館部分と大講堂を持つ公会堂部分は丁字形に配置されている。建物は日比谷公園南東隅にあり、市政会館が南側の道路に面して建つ一方、公会堂は北側の公園に突出するように設計されている。公会堂の入口は公園側にあり、2階をバルコニーとして公園内の庭園と一体のデザインとしている。建物の外観は茶褐色のスクラッチタイルで覆ったネオ・ゴシック様式である。
鉄骨鉄筋コンクリート造の初期の建物として建築技術史上重要とされている。
2023年（令和5年）3月、東京都指定有形文化財（建造物）に指定された。

## 歴史

### 建設
1920年（大正9年）に東京市長となった後藤新平は、中立な市政のための調査機関の必要性を訴え、1922年（大正11年）に東京市政調査会を設立した。これに共鳴した安田善次郎からの当時としては巨額の350万円の寄附を得て、東京市政調査会の会館（市政会館）およびそれに併設する公会堂として計画された。
建物は指名設計競技で一等となった佐藤功一の設計になるもので、1929年に竣工した。現在も同建物（市政会館）内に公益財団法人後藤・安田記念東京都市研究所（旧 東京市政調査会）がある。ちなみに開場式で、新聞を破いた音が参加者全員に聞こえたという。関東大震災の教訓から、地盤は2000本を越す松材で固められている。

### 沿革
かつて、東京では事実上唯一のコンサートホールとしてプロフェッショナルのオーケストラの演奏会やリサイタルなども多く開かれた。
1945年（昭和20年）9月6日、藤原義江らによる戦後初の本格的コンサートも日比谷公会堂で開かれている。
しかし、東京文化会館を皮切りにNHKホール、昭和女子大学人見記念講堂、サントリーホール、オーチャードホール、東京芸術劇場といったコンサート専用ホールやコンサートに使用可能な多目的ホールが整備されるに従い、コンサートホールとしての地位は低下して行く。講演会、イベントなど音楽会以外の利用が増え、クラシック音楽の演奏会はほとんど開催されなくなった。
なお、1975年（昭和50年）のバイエルン放送交響楽団来日公演では、指揮者のラファエル・クーベリックが「日比谷公会堂の音響に問題がある」としてプログラムを変更する事件が起こっている。
この状況を憂う文化人が再興を提唱し、2007年秋、井上道義指揮によるドミートリイ・ショスタコーヴィチの交響曲全曲演奏会「日露友好ショスタコーヴィチ交響曲全曲演奏プロジェクト2007」が開催された。
戦前から政治演説会や国民（人民）大会が数多く行なわれた場所でもある。自由民主党はこの日比谷公会堂で総裁公選を執行するための臨時党大会を何度も開いている。
1960年（昭和35年）10月12日の浅沼稲次郎暗殺事件は、この日比谷公会堂における立会演説会での出来事である。
管理運営は、2006年（平成18年）4月1日より、日比谷野外音楽堂とともに、東京都の指定管理者である民間企業グループにより行われている。

### 改修工事
2014年12月25日、日比谷公会堂を管理する東京都が、施設の老朽化及び耐震化を理由とした大規模改修工事を実施するため、2016年（平成28年）から改修工事終了まで施設の使用を休止すると発表した。
改修工事とともに建物内部を公会堂創建時に近づける計画がある。しかし、建物内部のトイレは創建後に中二階を造設するなどして設置され、バリアフリー化のためにトイレの拡張も必要であることから、2019年度に作成された基本設計案で公会堂創建時に近づけると興行場法で定めるトイレ数を確保できなくなる問題が判明した。
その後の調整で2023年度中に基本設計を修正し、2024年度の一般会計当初予算案に実施設計費が計上され、2025年度以降に改修に着工することになった。開館100年となる2029年に利用を再開する見通しとなっている。

## 所在地と最寄り駅
東京都千代田区日比谷公園1-3
- 東京メトロ日比谷線・千代田線 日比谷駅
- 日比谷線・丸ノ内線・千代田線 霞ケ関駅
- 都営三田線 内幸町駅

## ギャラリー

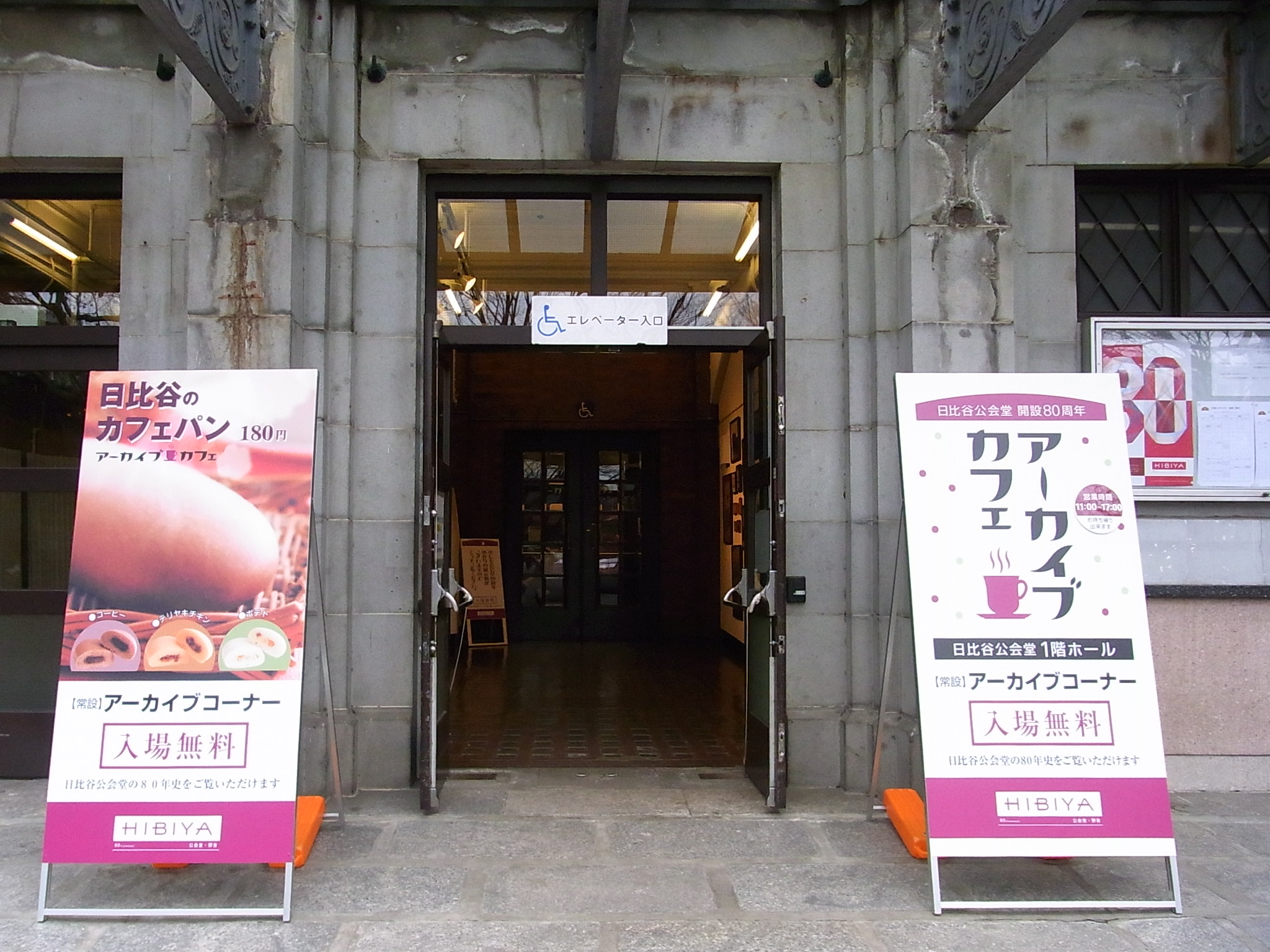
ホール入口（2010年2月12日撮影）
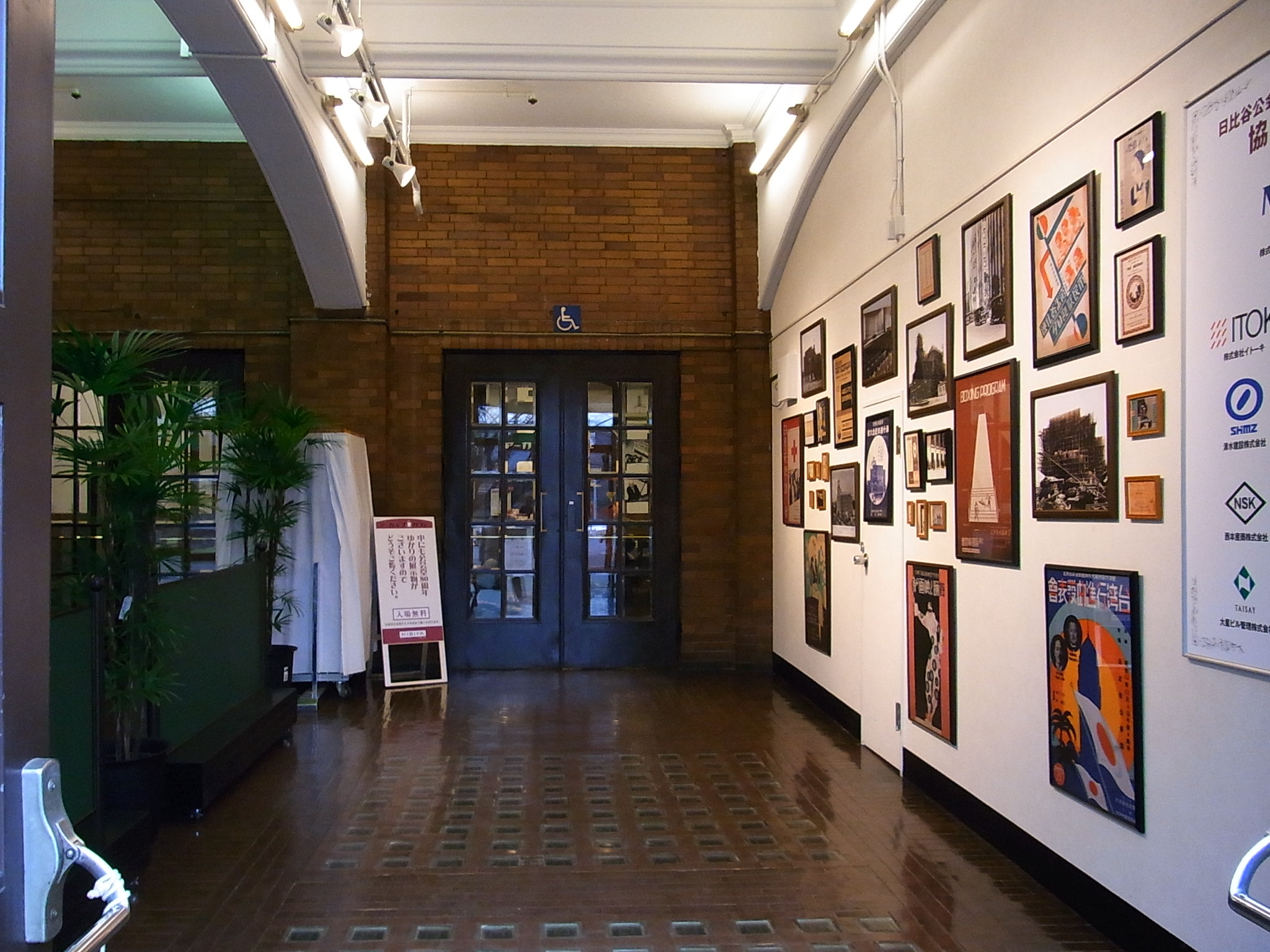
ホール内の資料展示場（2010年2月12日撮影）
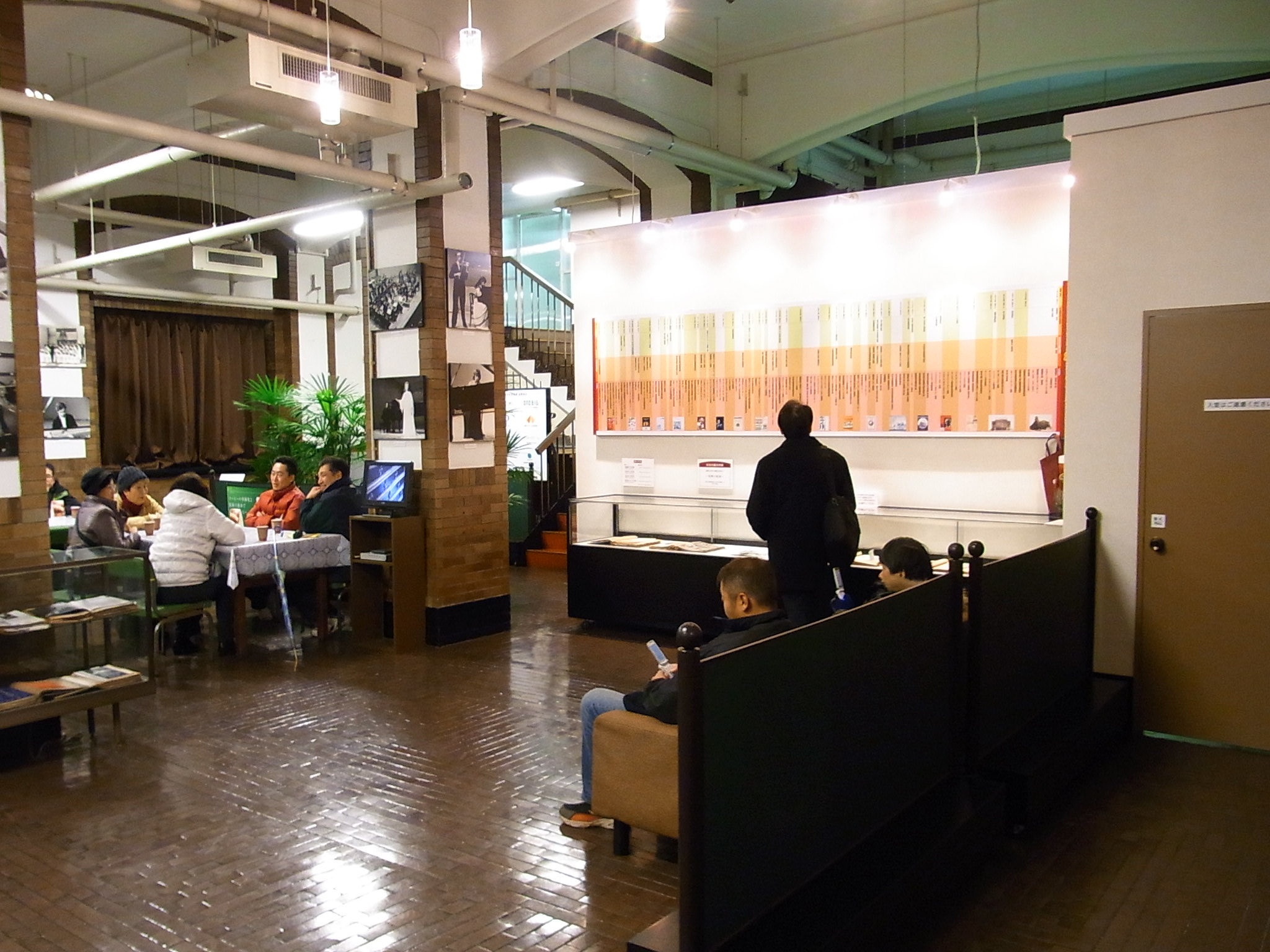
ホール内の資料展示場（2010年2月12日撮影）
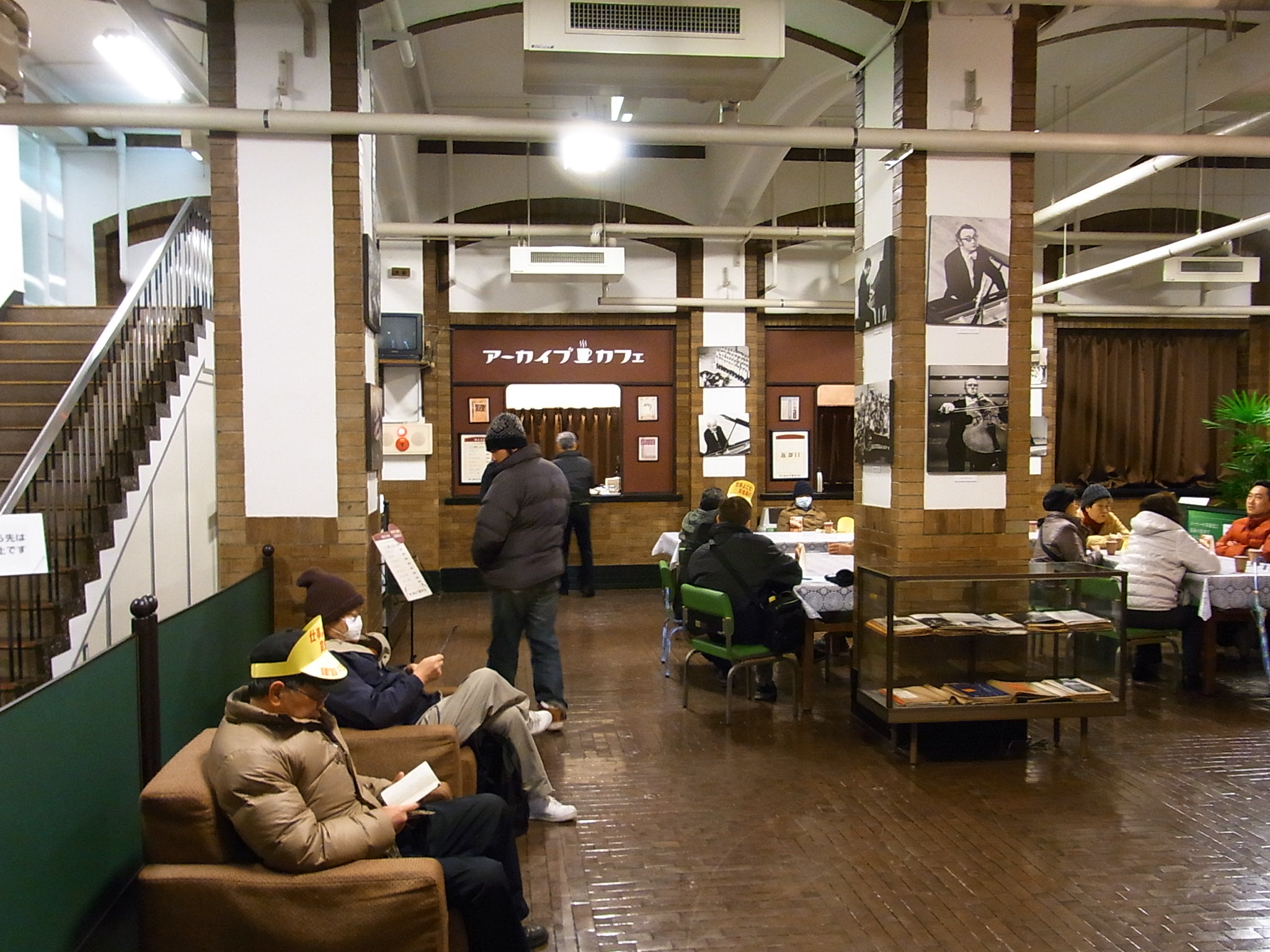
ホール内のカフェ（2010年2月12日撮影）